# Podregion Keski-Karjala
Podregion Keski-Karjala (fiń. Keski-Karjalan seutukunta) – podregion w Finlandii, w regionie Karelia Północna.
W skład podregionu wchodzą gminy:
- Kitee,
- Rääkkylä,
- Tohmajärvi.

W skład podregionu wchodziła gmina:
- Kesälahti (w 2013 włączona do gminy Kitee)[2]